# Brescello
Brescello (emilián nyelven Bresèl vagy Bersèl, brescellói nyelvjárásban Barsèl) település Olaszországban, Emilia-Romagna régióban, Reggio Emilia megyében. Lakosainak száma 5630 fő (2023. január 1.). Brescello Boretto, Gattatico, Poviglio, Sorbolo Mezzani és Viadana községekkel határos.

## Népesség
A település népessége az elmúlt években az alábbi módon változott:
| Lakosok száma | 5621 | 5601 | 5630 |
|               | 2017 | 2018 | 2023 |